# Heiligtum
Ein Heiligtum ist ein Ort, Gebäude oder Gegenstand von religiöser Bedeutung. In den Religionen kommt einem Heiligtum eine besondere Verehrung und Wertschätzung zu, die im Besuchen oder in der Tabuisierung der heiligen Stätte, bzw. im Schützen oder in der Mitnahme desselben ihren Ausdruck findet.
Vereinzelt werden ganze Städte aufgrund der Vielzahl an heiligen Orten als Heilige Stadt (griechisch: Hierapolis) bezeichnet wie etwa Rom oder Jerusalem. Letztere gilt sowohl Juden als auch Christen und Muslimen als Heilige Stadt. Im Falle von Palästina spricht man auch vom Heiligen Land.

## Heiligtümer in den Religionen

### Ethnische Religionen
In den ethnischen Religionen gibt es meist keine vom Menschen erbauten Heiligtümer. Stattdessen werden Landschaftsmerkmale wie Berge, Haine, Wälder und Gewässer, aber auch einzelne Quellen oder Bäume als heilig verehrt und als Kultstätten verwendet.

### Steinzeit
Aus der Steinzeit sind besonders Heiligtümer erhalten, die der Megalithkultur zuzuordnen sind. Bekannte Beispiele dafür sind der Cromlech von Stonehenge oder die Tempel von Malta, siehe dazu auch Steinkult.

### Altes Ägypten
Die Pyramiden waren wichtige Heiligtümer im Alten Ägypten, da sie eine große Rolle beim Totenkult der Ägypter spielten.

### Mykenenische Kultur
Aus dem Späthelladikum (ca. 1600–1050 v. Chr.) wurden zahlreiche Mykenische Heiligtümer in Griechenland entdeckt.

### Antikes Griechenland
Das antike Griechenland umfasste etwa den Zeitraum von 1600 v. Chr. bis 27 v. Chr., als die Integration Griechenlands in das Imperium Romanum erfolgte.
- Griechischer Tempel
- Eleusis, Delphi, Didyma

### Judentum
Im Judentum gelten das Mischkan, das „Tabernakel“ oder die „Stiftshütte“, und der Jerusalemer Tempel, in den das Mischkan später integriert wurde, als historische Heiligtümer. Nach der Zerstörung des Tempels ist heute die Klagemauer, die ein Überrest des Tempels ist, ein wichtiges Heiligtum. Außerdem ist in jeder Synagoge der Toraschrein mit den darin enthaltenen Thorarollen heilig. Die vier Heiligen Städte im Judentum sind Jerusalem, Hebron, Safed und Tiberias.

### Christentum
Im Christentum und hier in der römisch-katholischen Kirche wurde früher der Raum um den Hauptaltar als Sanktuarium bezeichnet. Heute wird der Begriff für Wallfahrtsorte und Wallfahrtskirchen verwendet.

### Islam

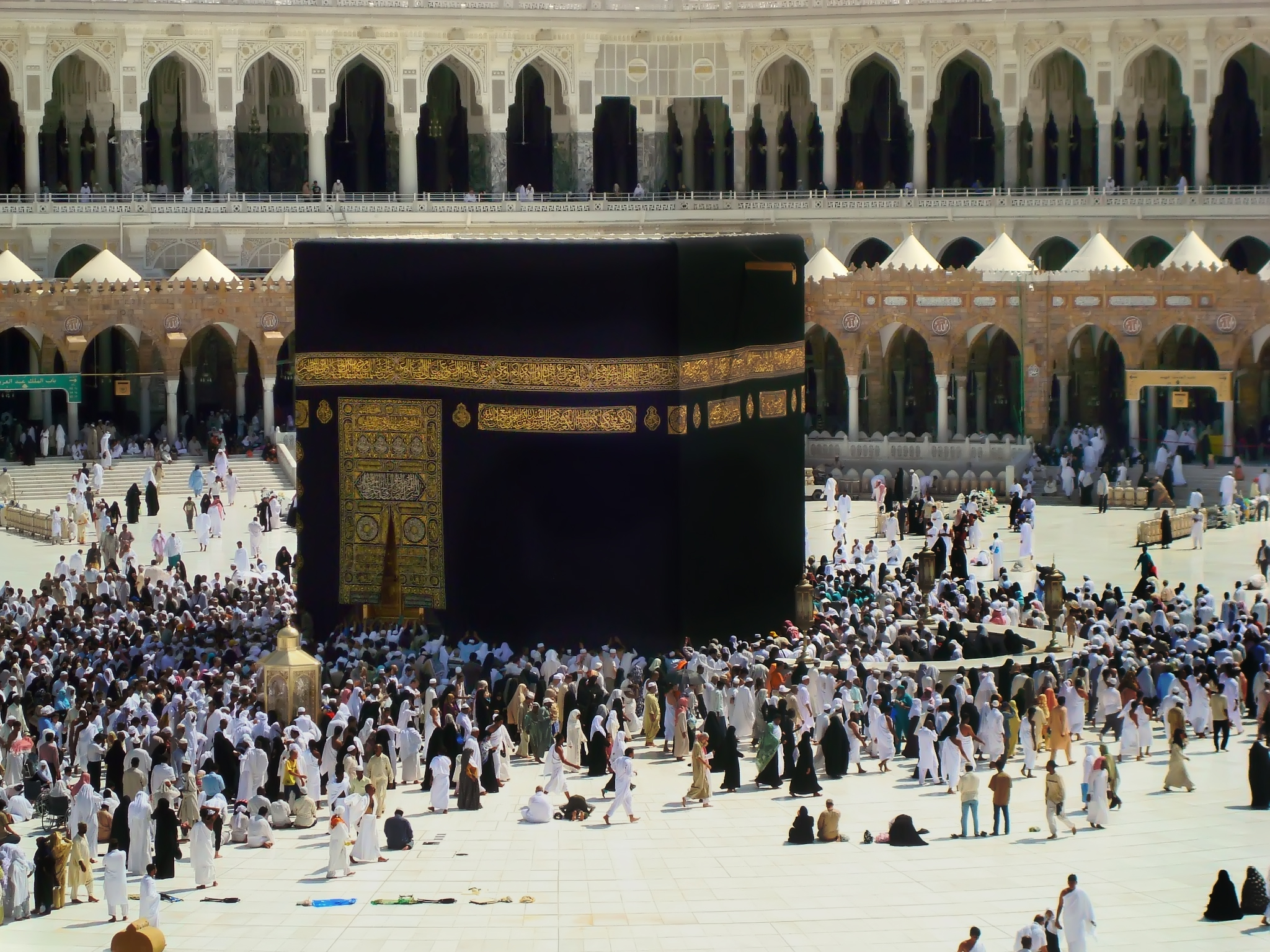
Kaaba

Bekanntestes Heiligtum des Islam ist die Stadt Mekka mit der in ihr befindlichen Kaaba. Sowohl Mekka als auch Medina, die zweitwichtigste heilige Stadt des Islam, sind als Haram prinzipiell für Nichtmuslime gesperrt. Weitere allgemein anerkannte islamische Heiligtümer sind der Tempelberg in Jerusalem mit der Al-Aqsa-Moschee und dem Felsendom sowie die Höhle Machpela in Hebron, auch als Grab der Patriarchen bezeichnet.
Die Schiiten betrachten die Grab-Schreine der Imame aus der Familie von ʿAlī ibn Abī Tālib (als rechtmäßigen Nachfolgern des Propheten Mohammed) ebenfalls als heilige Stätten. Beispiele hierfür sind der Imam-Husain-Schrein in Kerbela (Irak) oder der Imam-Reza-Schrein in Maschhad (Iran). Anderen Muslimen gilt diese starke Verehrung des Imams oft als übertrieben.

### Bahai
In der Bahai-Religion werden die Stätten im Bahai-Weltzentrum in Haifa als heilig angesehen.

### Hinduismus
In den sakralen Anlagen des Hinduismus im Hindutempel – als nordindischer Shikhara oder als südindischer Vimana – stellt als Abbild des mythischen Weltberges, in Indien Meru, den Mittelpunkt des Universums dar. Im Tempelturm befindet sich das heiligste Areal des Tempels, das Garbhagriha (wörtl.: „Mutterschoßhaus“), ein höhlenartiger unbeleuchteter Innenraum.
Der Ganges, der zweitgrößte Fluss Indiens und von Bangladesch, ist der heiligste Fluss der Hindus. Das Lingam ist das Symbol des Hindu-Gottes Shiva.
In balinesischen Tempeln verehrt man den Padmasana-Thron als besonderes Heiligtum.

### Buddhismus
Im Buddhismus sind die Tempelanlagen von Mahabodhi und Borobudur heilig.

### Religion der Azteken
Bei den Azteken war der Templo Mayor das größte Heiligtum.

### Australien
In Australien stellt der Uluṟu ein wichtiges Heiligtum der Aborigines dar. Um ihn ranken sich einige Legenden der Traumzeit, die unter anderem sein Aussehen erklären.

## Archäologische Identifikation von Heiligtümern
Oftmals ist es schwierig, frühere von Menschen benutzte Orte als Heiligtum zu identifizieren. Als Hilfsmittel stehen schriftliche Überlieferung, Ortsnamen, Bilddenkmäler und Bodenfunde zur Verfügung. Im europäischen Raum gilt, dass obgleich Tacitus eine Reihe von Heiligtümern beschrieb, bislang keines dieser Orte identifiziert werden konnte. Das Gleiche gilt für die Überlieferung über slawische und skandinavische Heiligtümer. Die Datierung von Ortsnamen ist umstritten. Auswertbare Bilddenkmäler gibt es erst seit dem Ende der Kaiserzeit und in der Völkerwanderungszeit. Es bleiben in der Regel nur die archäologischen Befunde. In diesem Zusammenhang wurden drei Kriterien für ein Heiligtum entwickelt:
- Die Kontinuität der heiligen Stätte, die oft über einen Religionswechsel hinaus erhalten bleibt.
- Die Entdeckung. Heiligtümer werden nicht geplant. Sie können überall sein und müssen nicht an besondere Landschaftsformationen gebunden sein. Die Gründe die Wahl des Ortes müssen nicht mehr archäologisch nachweisbar sein.
- Aber überwiegend wird an das Außergewöhnliche angeknüpft, an eine topographische Besonderheit.